# Anthony Cook
Pour les articles homonymes, voir Cook.
Anthony Cook, né le 19 mars 1967, à Los Angeles, en Californie, est un ancien joueur américain de basket-ball. Il évolue aux postes d'ailier fort et de pivot.

## Palmarès
- First-team All-Pac-10 1988, 1989